# ليزلي دونكان (موسيقية)
ليزلي دونكان (بالإنجليزية: Lesley Duncan)‏ هي موسيقية ومغنية مؤلفة ومغنية بريطانية، ولدت في 12 أغسطس 1943 في ستوكتون أون تيز ‏ في المملكة المتحدة، وتوفيت في 12 مارس 2010 في Isle of Mull ‏ في المملكة المتحدة.

## وصلات خارجية
- ليزلي دونكان على موقع IMDb (الإنجليزية)
- ليزلي دونكان على موقع ميوزك برينز (الإنجليزية)
- ليزلي دونكان على موقع إن إن دي بي (الإنجليزية)
- ليزلي دونكان على موقع أول ميوزيك (الإنجليزية)
- ليزلي دونكان على موقع ديسكوغز (الإنجليزية)